# Antonio Parietti Coll
Antonio Parietti Coll (Palma, España, 3 de abril de 1899 — ibídem, 4 de junio de 1979) fue un ingeniero de caminos y promotor cultural español de ascendencia paterna italiana.

## Biografía
Estudió bachillerato en el instituto de Palma de 1909 a 1915 y se trasladó a Madrid para realizar sus estudios universitarios en la Escuela de Ingenieros de Caminos, Canales y Puertos de Madrid, donde se graduó en 1923. Una vez titulado, regresó a Mallorca, donde fue contratado como jefe de vías y obras de la Diputación Provincial de Baleares, un departamento recientemente creado, y llegaría a ser nombrado delegado de obras públicas de Baleares en 1959. Durante su carrera como ingeniero, proyectó numerosas carreteras en lugares de difícil acceso en Mallorca: la del Puerto de Pollensa al Cabo Formentor (1925), la carretera a La Calobra (1933, iniciada en 1928), la subida desde Randa al Santuario de Cura y el ascenso al santuario de San Salvador en Felanich, todas ellas de gran interés turístico y de trazado sinuoso. En la carretera a Formentor también ideó el mirador de Es Colomer, que desde 1968 alberga un monumento en su honor. Su trabajo no se limitó a la isla de Mallorca, sino que construyó o renovó más de 700 km de carreteras en todas las Islas Baleares. Asimismo, proyectó la urbanización de Santa Ponsa, de la que dirigió la primera fase. Su relevancia como ingeniero fue acompañada por una importante agenda social y cultural: presidió el Real Club Deportivo Mallorca (1930-1931, entonces Real Club Deportivo Alfonso XIII), el Fomento de Turismo de Mallorca (1965-1969) y el Círculo de Bellas Artes de Palma de Mallorca (1940-1978), del que fue miembro fundador y al abrigo del cual se formó la Orquesta Sinfónica de Mallorca (1946). Ya de joven había participado en el Grupo Literario Artístico junto a amigos intelectuales como el pintor Pedro Quetglas y Julio Sanmartín.
Uno de los proyectos que aunaba su ingenio como constructor y su visión turística fue el funicular a la cima del Puig Mayor, el punto más alto de Mallorca, que salvaría más de 700 m de desnivel y que se acompañaría de un observatorio astronómico, un aerofaro, instalaciones para deportes de nieve y un restaurante. Fue aprobado por el Ministerio de Obras Públicas en 1930 y finalmente presentado en el Teatro Principal en 1934. Recién comenzadas las obras, se inició la guerra civil española, lo que detuvo la construcción. Un segundo intento en 1939 fracasó por culpa de la Segunda Guerra Mundial. Hoy en día la plataforma inferior del funicular permanece como único vestigio sobre el terreno del proyecto, cuyos documentos se guardan en el fondo de Carreteras del Archivo General.
En julio de 1967 se le otorgó la Gran Cruz de la Orden del Mérito Civil.